# Ahmed Ismail
Ahmed Ismail est un boxeur égyptien né le 21 octobre 1975 au Caire.

## Carrière
Aux Jeux olympiques d'été de 2004, il combat dans la catégorie des poids mi-lourds et remporte la médaille de bronze.

## Référence
1. ↑  (en) Résultats des Jeux olympiques 2004 (amateur-boxing.strefa.pl)